# Narnia (группа)
Narnia была создана в 1996 году вокалистом Кристианом Лильегреном (швед. Christian Liljegren) и гитаристом Карлом Юханом Гриммарком (швед. Carl Johan Grimmark).
До создания группы оба участника играли в Modest Attraction. Для записи дебютного диска к дуэту присоединились Якоб Перссон, клавишник Мартин Классон и ударник Андреас Юханссон.
Музыка группы Narnia очень похожа на музыку Yngwie Malmsteen (особенно на его ранние альбомы, в том числе «Трилогию»), а на последних альбомах чувствуется влияние «Rainbow». Архивная копия от 25 ноября 2010 на Wayback Machine
Перед записью шестого студийного альбома (Course of a Generation) в группе сменился вокалист: вместо неизменного Кристиана Лильегрена место у микрофона занял Germán Pascual (ex- Mind’s Eye).
Через год после записи альбома музыканты группы заявили о прекращении деятельности «Нарнии».

## Дискография
- Awakening (1998)
- Long Live the King (1999)
- Desert Land (2001)
- The Great Fall (2003)
- At Short Notice... Live in Germany (2006)
- Enter the Gate (2006)
- Decade of Confession (2007)
- Course of a Generation (2009)
- Narnia (2016)
- From darkness to Light (2019)

### Видеография
- At Short Notice….Live in Germany (2004)

## Дополнительные ссылки
- Official Narnia Homepage Архивная копия от 15 августа 2010 на Wayback Machine
- Official Narnia Myspace Архивная копия от 5 января 2009 на Wayback Machine
- Narnia Архивная копия от 29 апреля 2009 на Wayback Machine at Metal Archives
- Narnia at nolifetilmetal.com Архивная копия от 25 ноября 2010 на Wayback Machine